# Klorocka
Klorocka (Amblyraja radiata, tidigare Raja radiata) är en fiskart, som tillhör gruppen broskfiskar (liksom t.ex. hajar). Den lever i saltvatten, men tål även brackvatten.

## Beskrivning
Klorockan har taggar längs med ryggraden liksom knaggrockan. Även fenorna har taggar, speciellt hos honan; dessa är dock mindre. På undersidan finns ett mindre antal kraftiga taggar.
Kroppen är brunaktig, ofta med mörka fläckar, och ibland även ljusare sådana. Undersidan är vit, men kan ha mörkare fläckar.
Största angivna längd är 105 cm, och största vikt 11,4 kg, men normalt mindre; i Nordsjön vanligtvis upp till 60 cm. I Nordamerika tenderar arten dock vara större, upp till 72 cm vid Labradorkusten, och nära maxlängden utanför Maine.

## Utbredning
Klorockan finns i Nordatlanten från Hudson Bay i Kanada till South Carolina i USA i väster, vidare via södra delen av Grönland över Island till västra Östersjön och Nordsjön; i norr upp till Svalbard, i söder Engelska Kanalen. En isolerad förekomst finns även utanför södra Sydafrika. I Skandinavien finns den längs norska kusten, runt Danmark och vid svenska västkusten.

## Vanor
Arten är en bottenfisk som lever på djup mellan 20 och 1 000 m, även om den är vanligast mellan 50 och 100 m. Den finns på många olika slags bottnar, även om den förefaller att föredra mjuka sådana (gyttja eller sand).
Födan utgörs av benfiskar (i synnerhet tobis), kräftdjur samt maskar och andra bottendjur.
Klorockan blir omkring 20 år gammal.

### Fortplantning
Relativt litet är känt om klorockans fortplantning. Fisken blir könsmogen vid omkring 11 års ålder. Den är äggläggande, men med inre befruktning; hane och hona omfamnar varandra vid parningen. Honan lägger mellan 2 och 88 ägg i form av brunaktiga äggkapslar, en per ägg, med utskott i hörnen.

## Kommersiell användning
Ett visst fiske pågår, men det är inte av större ekonomisk betydelse.